# Nadwrażliwość
Nadwrażliwość – nieprawidłowa reakcja uczulonego wcześniej organizmu na powtórne zetknięcie z antygenem. W jej wyniku może dochodzić do bardzo silnej odpowiedzi, zarówno typu komórkowego, jak i humoralnego, a w krańcowych wypadkach nawet do niszczenia własnych komórek.
Wyróżnia się 4 typy reakcji nadwrażliwości według Coombsa:

## Typ I (anafilaktyczny)
Podłożem patologicznym są reakcje wiązania antygenów z przeciwciałami klasy IgE i następująca degranulacja komórek tucznych.

## Typ II (cytotoksyczny)
Zależny jest przede wszystkim od przeciwciał klasy IgM i IgG. Uszkodzenie tkanek jest wynikiem zabijania komórek obcych lub komórek posiadających na powierzchni nowe antygeny (np. po przebyciu infekcji bakteryjnej lub wirusowej fragmenty struktur tych drobnoustrojów pozostają w organizmie, są następnie opsonizowane, co może prowadzić do uszkodzenia narządów).
Wyróżniamy następujące mechanizmy uszkadzania tkanek:
- Cytotoksyczność komórkowa zależna od przeciwciał – ADCC
- Działanie dopełniacza poprzez utworzenie kompleksu atakującego błonę
- Prawdopodobnie na nadwrażliwość typu II ma też wpływ cytotoksyczność limfocytów Tc, komórek NK i makrofagów

Przykłady nadwrażliwości typu II:
- reakcja poprzetoczeniowa
- anemia hemolityczna z dodatnim odczynem Coombsa
- lekopochodne cytopenie
- choroba hemolityczna noworodków
- przewlekła pokrzywka

## Typ III (kompleksów immunologicznych)
Jest to reakcja z udziałem kompleksów immunologicznych antygen-przeciwciało. Uczestniczą tu głównie IgA, ale też IgG i IgM
- choroba posurowicza
- reakcja Arthusa
- reumatoidalne zapalenie stawów
- toczeń rumieniowaty układowy
- paciorkowcowe kłębuszkowe zapalenie nerek
- guzkowe zapalenie tętnic
- zewnątrzpochodne alergiczne zapalenie pęcherzyków płucnych: płuco farmera, płuco hodowcy pieczarek, płuco hodowcy gołębi
- przewlekłe kłębuszkowe zapalenie nerek w przebiegu tocznia rumieniowatego

## Typ IV (komórkowy)
Występuje tu przewaga reakcji komórkowej z udziałem limfocytów T
- nadwrażliwość kontaktowa
  - wyprysk kontaktowy alergiczny
  - wyprysk kontaktowy niealergiczny
- nadwrażliwość ziarniniakowa – w nacieku komórkowym występują bardzo charakterystyczne komórki nabłonkowate (makrofagi aktywowane w warunkach przewlekłej stymulacji cytokinami) i komórki olbrzymie (komórki nabłonkowate połączone w wielojądrowe komórki typu Langhansa lub komórki olbrzymie typu dookoła ciała obcego):
  - trąd (postać tuberkuloidowa)
  - gruźlica
  - sarkoidoza
  - choroba Leśniowskiego-Crohna
- odczyn tuberkulinowy
- przewlekłe odrzucanie przeszczepu allogenicznego
- reakcja odrzucania gospodarza

Cecha wspólna: długotrwale utrzymujący się patogen, czyli długotrwały bodziec antygenowy.

## Typ V
Jest to dodatkowy typ nadwrażliwości, który jest czasem (często w Wielkiej Brytanii), stosowany jako rozróżnienie od typu II.
Cechą charakterystyczną typu V jest fakt, że przeciwciała zamiast wiązać się do składników powierzchniowych komórki, rozpoznają i wiążą się z receptorami na jej powierzchni, co albo zapobiega przenoszeniu ligandu na receptor lub naśladuje ten ligand, zaburzając w ten sposób sygnalizację komórki.
Kliniczne przykłady:
- Choroba Gravesa-Basedowa
- Miastenia